# Ellen Niit
Ellen Niit (Tallin, 13 de julio de 1928 – 30 de mayo de 2016), de soltera Ellen Hiob, fue una escritora de cuentos para niños, poeta y traductora estona. A lo largo de su vida escribió más de cuarenta libros de prosa y poesía para niños. También fue autora de una serie de colecciones de poesía y prosa para adultos. Su obra ha sido traducida a dieciocho idiomas.

## Biografía
Ellen Hiob nació en Tallin en 1928. Fue a la escuela en Tapa y en Tallin. En 1952 se graduó en filología estonia por la Universidad de Tartu. Después de trabajar como consultora de poesías para el Sindicado de Escritores de la RSS de Estonia de 1956 a 1961, fue obligada a renunciar por razones ideológicas. Luego Niit trabajó como editora de programas de televisión para niños y en 1963 se convirtió en una traductora y escritora independiente.
Hiob se casó con el folklorista y especialista literario Heldur Niit en 1949. Tuvieron un hijo, el psicólogo Toomas Niit, en 1953. La pareja se divorció en 1958. Ellen se casó el mismo año con el escritor Jaan Kross; sus hijos son Maarja Undusk (nacida en 1959), Eerik-Niiles Kross (nacido en 1967) y Märten Kross (1970).

## Reconocimientos
A lo largo de su carrera, Niit recibió diversos premios y reconocimientos literarios. Ganó el Premio de Literatura Infantil de la Fundación Cultural de Estonia, que le fue condedido en tres ocasiones. En 1996 recibió el IBBY de Honor de 1996. En 1999 fue galardonada con la Estrella Blanca, III Clase. En 2009, le fue concedido el Premio Estatal de Cultura de Estonia. En julio de ese año, se inauguró un busto de Niit en el parque escultórico de Kiskőrös, en Hungría, dedicado a los traductores de la obra del poeta húngaro Sándor Petőfi. Al año siguiente, le otorgaron el Escudo de Armas de Tallin.